# Tannennadelrost
Der Tannennadelrost oder auch Weißtannen-Säulenrost (Pucciniastrum epilobii) ist ein Rostpilz, der in der haploiden Phase auf verschiedenen Tannen lebt. In der dikaryoten Phase lebt er auf Weidenröschen, aber auch auf Fuchsienkulturen, weswegen er im Gartenbau auch unter dem Namen Fuchsienrost bekannt ist.

## Merkmale und Lebenszyklus
Die an abgestorbenen Wirtspflanzen wie z. B. Weidenröschen überwinterten Teleutosporen keimen im Frühjahr bei feuchter Witterung zu einer septierten Basidie aus, die Basidiosporen abschnürt. Diese wiederum befallen durch Windverbreitung junge Tannennadeln und es beginnt die Haplophase. Anfang bis Mitte Juni entstehen dann an der Unterseite der befallenen Nadeln weiße, stiftförmige Aecidien, die bei Reife gelb-orangefarbene Äcidiosporen freisetzen. Diese Sporen können wiederum nur Weidenröschen infizieren, wo er zunächst gelbe Uredolager mit Uredosporen und später im Herbst dann bräunliche Teleutolager bildet und so den Zyklus schließt.

### Mikroskopische Merkmale

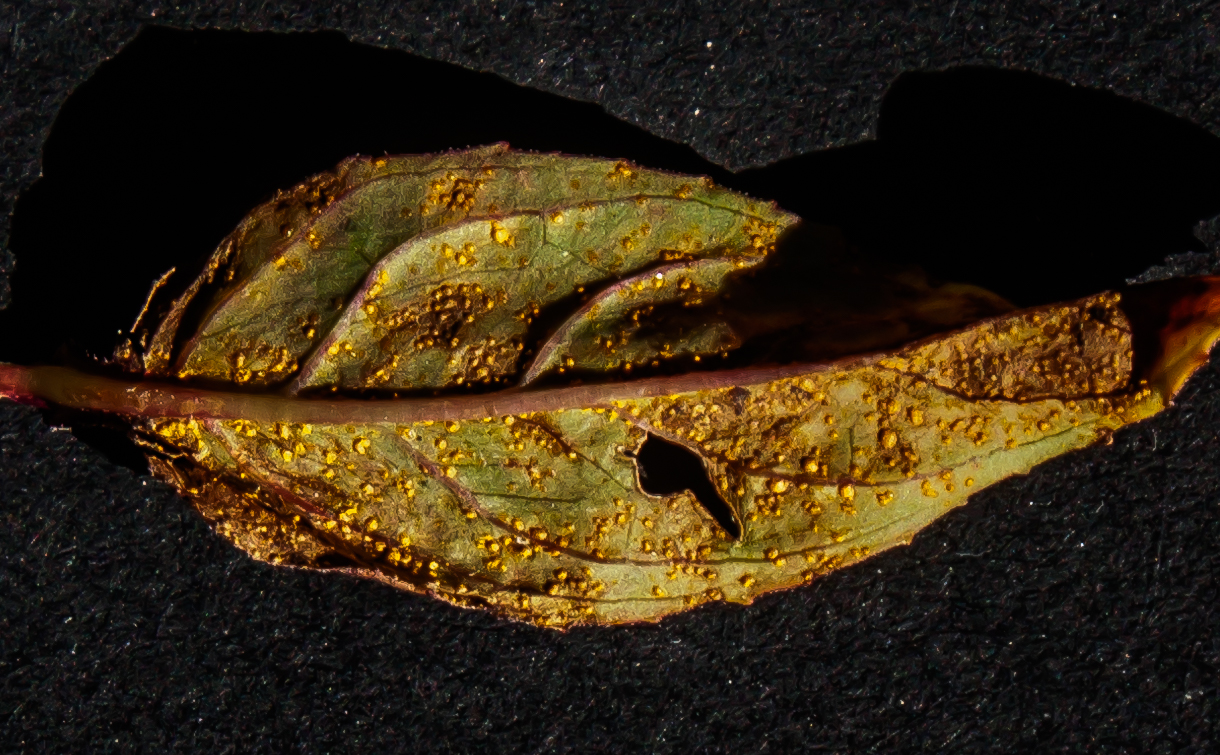
Uredolager von Pucciniastrum epilobii auf der Unterseite des Drüsigen Weidenröschens (Epilobium ciliatum)

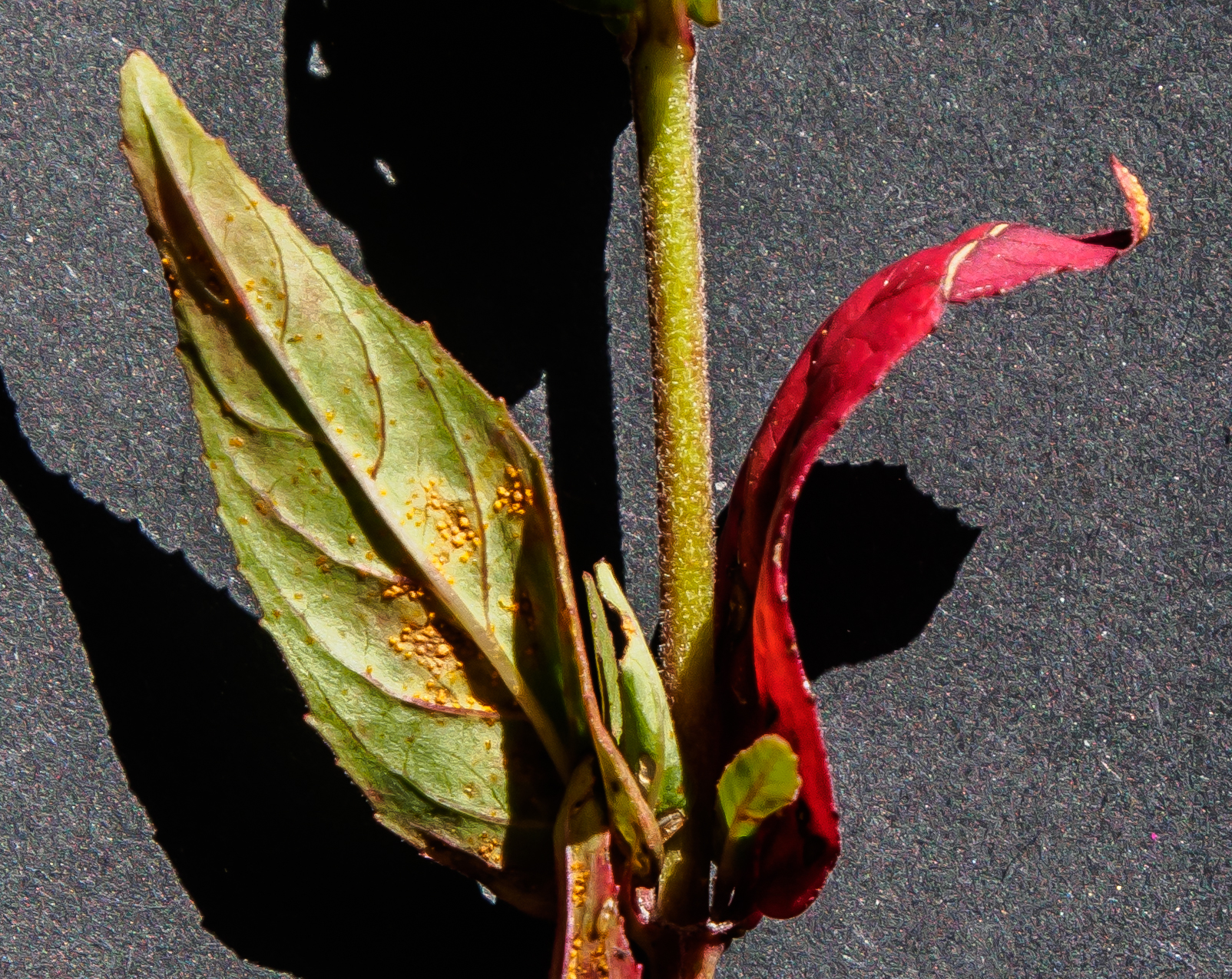
Die Oberseite der von Pucciniastrum epilobii befallenen Blätter ist rot, auf der Unterseite sitzen die Uredien

Die Uredolager sind subepidermal auf der Blattunterseite und sprengen bei Reife die Epidermis. Die wenig feinwarzigen Uredosporen sind einzeln gestielt und mit wenigen feinen Warzen besetzt. Sie besitzen eine farblose Wand und messen 13–18 × 17–24 µm. Die dunkel gefärbten Telien bilden flächige subepidermale Lager. Die Teleutosporen sind dünnwandig. Die Äcidien befinden sich ebenfalls subepidermal auf der Blattunterseite und sind zylindrisch-flach. Sie messen 120 bis 30 μm im Durchmesser und sind ca. 1 mm hoch. Die gelben Aecidiosporen sind kettig, feinwarzig, 15 × 19 µm groß und mit einem länglichen glatten Fleck.

## Ökologie und Verbreitung
Der Tannennadelrost gehört zu den heterözischen Rostpilzen, was bedeutet, dass er in seiner Entwicklung auf zwei verschiedenen, systematisch nicht verwandten Wirtspflanzen vorkommt. In der haploiden Phase zählen Tannen, in Mitteleuropa daher in erster Linie die Weiß-Tanne, ansonsten auch die Griechische Tanne, die Nordmann-Tanne, die Küsten-Tanne und die Kolorado-Tanne. In Nordamerika befällt er außer den beiden letztgenannten Arten auch die Purpur-Tanne, die Felsengebirgs-Tanne und die Balsam-Tanne. In der dikaryotischen Phase wechseln sie auf Arten der Nachtkerzengewächse, in Europa vor allem auf verschiedene Weidenröschen, besonders auf dem Schmalblättrigen Weidenröschen. Aber er ist auch aus Fuchsienkulturen bekannt, wobei hier aber nur die Uredolager bekannt sind. In Nordamerika kommt der Rost auch auf der Sommerazalee vor.
Pucciniastrum epilobii hat eine sehr weite Verbreitung. So ist er außer in Europa auch in Nordamerika, Guatemala, Ecuador, China, Australien und Neuseeland bekannt.

## Systematik
Der Tannennadelrost wurde bereits 1801 als Uredo pustulata von Christian Hendrik Persoon beschrieben. 1861 erhielt er von Gustav Heinrich Otth den nach wie vor gültigen Namen. Das Vorkommen auf Fuchsie wurde zunächst als eigene Art als Pucciniastrum fuchsiae Hirats. beschrieben. Gäumann erkannte allerdings, dass es sich um dieselbe Art wie Pucciniastrum epilobii handelt. Poelt und Zwetko schlugen die Aufteilung in zwei Formen vor: Pucciniastrum epilobii f.sp. abieti-chamaenerii mit Wirtswechsel auf Weidenröschen und Pucciniastrum epilobii f.sp. palustris auf Fuchsie. Es handelt sich aber trotzdem um dieselbe Art.

## Maßnahmen
Die Tanne ist auch bei mehrmaligem Befall nur selten ernsthaft gefährdet, am ehesten in Jungkulturen. Durch den obligaten Wirtswechsel wird die Krankheit am effektivsten durch Entfernen des Zwischenwirtes (Weidenröschen) bekämpft. Eine erwähnenswerte Form der biologischen Schädlingsbekämpfung ist ein Wanderschäfer, der seine Schafherde so schnell durch eine Tannenkultur durchtreibt, dass die Weidenröschen gefressen werden, es aber zu keinem Verbiss der Tannen kommt. Im Gartenbau hingegen wird der Fuchsienrost als ernstzunehmende Krankheit angesehen und wird mit Fungiziden behandelt.